# 蓋勒提特西迪薩阿德區
34°17′49″N 1°56′48″E / 34.297005°N 1.94664°E
蓋勒提特西迪薩阿德區（阿拉伯语：‎），是阿爾及利亞的行政區，位於該國中部，由艾格瓦特省負責管轄，首府設於蓋勒提特西迪薩阿德，面積2,605平方公里，2008年人口38,171，人口密度每平方公里15人。